# Заноза
Зано́за (также щепка, осколок, инородное тело) представляет собой фрагмент более крупного объекта (обычно, дерева), или инородного тела, который проникает или намеренно вводится в тело, сопровождается ранением. Инородное тело должно находиться внутри ткани, чтобы считаться занозой. Занозы могут вызывать начальную боль в результате разрыва кожи и мышц, загрязнение пылью и заражение микроорганизмами, находящимися на ней и серьёзные внутренние повреждения в результате миграции в жизненно важные органы или кости с течением времени.
Занозы обычно состоят из дерева, но есть много других видов. По данным Американской академии семейных врачей (AAFP), распространёнными типами заноз являются стекло, пластик, металл и шипы животных.
Занозы могут потребовать ампутации. Если заноза находится в пальце более 2-3 дней, следует обратиться к врачу.

## Получение заноз
Как правило, заноза вызывает первоначальное чувство боли, когда острый предмет начинает проникать сквозь тело. Посредством этого проникновения объект прорезает наружный слой кожи и оседает в подкожной ткани и может даже проникать дальше вглубь, разрушая подкожный слой, оседая в мышечной или даже в костной ткани. Некоторые занозы остаются на месте, но большинство, не будучи извлечёнными, продолжают мигрировать по телу, нанося организму всё больший вред.

## Типы
Согласно AAFP, наиболее распространённые инородные тела, с которыми люди сталкиваются, попадают в два официальных класса: биологические и небиологические занозы. Биологический класс заноз включает, в частности, шипы рыб, зубы мелких животных и деревянные щепки. Распространённые примеры заноз небиологического класса — осколки стекла, металла, рыболовные крючки, обломки карандашного грифеля и пластиковые осколки.
Изредка люди могут получить занозы при контакте с менее распространёнными источниками. Известные примеры экзотических инородных тел — шипы морского ежа, жала насекомых, шип ската-хвостокола и даже осколки гранат.

## Виды заноз
- Древесина: занозы этого типа попадают из древесины или других растительных материалов. Деревянные занозы должны быть удалены из ран, потому что они связаны с воспалением и риском заражения. Большие или более глубокие занозы могут привести к трудному удалению или локализации инородного тела.
- Рыболовные крючки: рыболовные крючки, которые застряли в коже, являются проблематичными из-за зазубрин, находящихся на концах большинства рыболовных крючков. Эти зазубрины специально предназначены для того, чтобы затруднить удаление, и если не принять меры, жертва может испытать разрыв не только плоти, но и мышц. Наиболее распространённые травмы, вызванные с рыболовными крючками, возникают в области рук, лица, кожи головы, стоп и глаз.
- Стекло: одно исследование показало, что пациенты лучше чувствуют присутствие стекла в коже, чем любого другого вида заноз. Хотя стекло, как правило, обнаруживается с помощью рентгенографии и является рентгеноконтрастным, у рентгенографии имеется ограниченная способность обнаруживать фрагменты стекла размером менее 2 мм. Большинство осколков стекла инертны и, как правило, не способны мигрировать в другие области тела.
- Прочие: обломки карандашного грифеля и другие графитовые инородные тела, попавшие в кожные слои, могут вызвать пигментирование, напоминающее татуировку, если их не удалить немедленно. Металлические тела варьируются от дробин до осколков гранат. Меньшие объекты могут быть удалены без особых затруднений, если рана остаётся поверхностной, но если она не выходит за пределы нижних слоёв кожи и остаётся инертной, объект может фактически оставаться на месте. Более крупные фрагменты, выходящие на поверхность кожи, также могут быть удалены без особых проблем, но если они находятся глубже подкожных слоёв, а тем более в мышечной области или вблизи жизненно важных органов, такие объекты следует оставить в покое и незамедлительно обращаться за квалифицированной медицинской помощью.
- Волосы. Короткие волосы, особенно жёсткие, такие как подстриженные волосы бороды или жёсткая шерсть домашних животных, могут проникать под кожу ступней или рук. Так называемые «волосяные занозы» обычно встречаются у парикмахеров и грумеров[3]. Такую занозу не следует путать с вросшим волосом, когда волос, всё ещё прикреплённый к фолликулу, прорастает внутрь кожи.

## Выявление заноз
Занозы часто обнаруживаются человеком в собственном теле самостоятельно. Есть много признаков того, что заноза попала в тело человека.

### Признаки скрытого инородного тела
- Колотая рана
- Окровавленный след травмы свежей раны
- Острая боль с глубокой пальпацией над колотой раной
- Изменение цвета под эпидермисом
- Рана, вызывающая боль при движении
- Рана, которая не заживает
- Абсцесс
- Боль, связанная с ощущением тяжести
- Ощущение тяжести под эпидермисом
- Хронически истощающая гнойная рана
- Киста
- Формирование гранулемы
- Моноартикулярный артрит
- Периостальные реакции
- Остеомиелит
- Псевдоопухоли костей
- Незаживающая травма сухожилия или нерва

### Визуализация
Если мануальное обнаружение и локализация не удаются, основными методами медицинской визуализации осколков являются:
- Проекционная рентгенография — используется для определения костей, хребтов рыб, стекла, гравия, металла, алюминия, графита, некоторых пластиков, зубов и дерева (включая, шипы и колючки)
- Ультразвуковое исследование — используется для определения местоположения стекла, металла, графита, некоторых пластиков, камня и некоторых видов дерева[4].

Небольшие деревянные занозы (1-4 мм), удалённые от костей, легче всего обнаружить с помощью ультрасонографии, тогда как компьютерная томография и магнитно-резонансная томография имеют более высокую чувствительность к тем, которые находятся рядом с костями.

## Удаление
Существует ряд медицинских методов безопасного удаления заноз. Самые распространённые: эллиптическая техника и техника струны. В эллиптической технике окружающая область разрезается в виде эллипса. Затем плоть в этой области прорезается в форме перевёрнутого конуса и удаляется весь фрагмент плоти, содержащий занозу. Рыболовные крючки удаляют с помощью струны. Нить обвивают вокруг основания крючка, и когда крючок впивается в кожу, нить натягивается, позволяя отрывать зазубрины от мышц и следовать по пути части крючка, находящейся вне тела, без риска новых зацепов плоти.
Наиболее распространён способ удаления заноз с помощью швейной иглы. Игла заходит внутрь кожи под занозу, затем игла движением из-под занозы наружу вытаскивает её из тела. Обычно так вытаскивают неглубоко находящиеся занозы размером меньше 1 см.

## Инфицирование
Риск инфицирования обычно определяется продолжительностью времени, в течение которого инородный предмет остаётся в организме человека. Объекты, такие как яд, глубокое проникновение, грязь или травмы от укуса, обычно приводят к более короткому периоду заметного инфицирования. В соответствии с AAFP пациенты пожилого возраста, диабетики или получившие длинные, широкие, зазубренные или глубокие раны имеют гораздо более высокий риск заражения. Самый простой способ избежать заражения — это как можно скорее полностью удалить занозы или инородные тела. Хотя инфекция, как правило, является самым большим осложнением, встречающимся при занозах, в диапазоне от 1,1 до 12 процентов от всех случаев, использование антибиотиков в ситуациях, когда не имели место укусы, как правило, считается в медицинском сообществе излишним. Хотя такие случаи редки, инфекция ран инородными телами может привести к столбняку.
Один случай заражения столбняком через занозу был зафиксирован в Огайо в 1993 году. 80-летней женщине была показана ЭД с дисфагией и жёсткой челюстью. При осмотре было обнаружено, что в её подбородке в течение приблизительно недели находилась деревянная заноза; область была эритематозной с активным гнойным дренажом. У женщины был диагностирован столбняк, она была госпитализирована и начала курс лечения 3000 единицами столбнячного иммуноглобулина, столбнячного анатоксина и внутривенного введения клиндамицина. Несмотря на агрессивное лечение, включая искусственную вентиляцию лёгких, пациентка скончалась от первичной инфекции и умерла через 15 дней. У женщины не было анамнеза предыдущих прививок от столбняка, несмотря на предыдущую помощь при ране и постоянную медицинскую помощь при гипертонии.